# Никитин, Александр Никитич (врач)
Алекса́ндр Ники́тич Ники́тин (1793—1858) — один из первых российских детских врачей, основоположников петербургской педиатрической школы Российской империи. Главный доктор «деревенской экспедиции» Санкт-Петербургского Воспитательного дома. Потомственный дворянин в первом поколении, статский советник.

## Биография
Место рождения Александра Никитича Никитина, как, впрочем, и его происхождение установить не удалось. Известно лишь, что родившийся 18 (29) ноября 1793 года, он с первых лет жизни оказался в Петербургском Воспитательном доме для детей-сирот, с деятельностью которого была связана вся дальнейшая его судьба. В стенах этого учреждения, находившегося в ведении ведомства императрицы Марии Фёдоровны, он получил начальное образование. Сама императрица Мария Фёдоровна очень внимательно наблюдала за успехами наиболее выдающихся питомцев Воспитательного дома. По её инициативе приказом от 5 сентября 1805 года здесь был сформирован, возможно, первый в России «специализированный» пятилетний гимназический класс, получивший название «латинский». Он предназначался для подготовки учащихся к поступлению в Медико-хирургическую академию, где они могли обучаться за счёт средств Воспитательного дома. Среди двадцати мальчиков этого класса, вместе с другим будущим российским педиатром — Филиппом Деппом, оказался и Александр Никитин.
Поступив в Медико-хирургическую академию годом раньше Ф. Ф. Деппа, А. Н. Никитин окончил её в 1810 году в звании лекаря 1-го отделения (высший разряд в те годы) и был направлен в грудное отделение Воспитательного дома. Питомцы этого отделения вносили наибольший вклад в крайне высокую смертность в Воспитательном доме в начале XIX века, и борьба с этим явлением стала первостепенной задачей для Никитина. Однако уже в 1811 году по распоряжению императрицы он был переведён лекарем в одно из подразделений Воспитательного дома — Александровскую мануфактуру. Здесь А. Н. Никитину пришлось иметь дело с подростками, изучая специфику физиологии и заболеваемости в этом возрасте.
В 1817 году в звании штаб-лекаря А. Н. Никитин был назначен в «деревенскую экспедицию» Воспитательного дома. Поиски путей снижения смертности в подведомственных ей учреждениях привели императрицу Марию Фёдоровну к пониманию того, что детей до 7-ми лет необходимо воспитывать в семьях. С этой целью при Воспитательном доме была создана система патроната, получившая название «деревенская экспедиция». С организацией этой системы предполагалось также существенно увеличить общее число питомцев Воспитательного дома. В задачу «деревенской экспедиции» входило:
- подбор крестьянских семей в Петербургской губернии, в которые за плату (120 рублей в год) можно было бы размещать детей;
- обучение этих семей уходу за детьми и их воспитанию;
- систематическое наблюдение за семьями, куда были отданы дети Воспитательного дома, в том числе контроль здоровья и развития этих детей;
- госпитализация заболевших детей, отданных в семьи, в специально созданные для этой цели небольшие сельские лечебницы Воспитательного дома, рассредоточенные по 15 округам Петербургской губернии;
- консультативная помощь в лечебницах и контроль лечения заболевших детей.

Для выполнения этих задач сотрудники «деревенской экспедиции» находились в постоянных разъездах по губернии. Ко всему прочему, на А. Н. Никитина были возложены обязанности по отбору детей, которые по состоянию здоровья могли быть отданы для воспитания в крестьянские семьи. Очень скоро стало понятно, что это одна из ключевых задач. Заняв вскоре должность старшего врача «деревенской экспедиции», вместе с главным доктором Воспитательного дома Ф. Ф. Деппом Александр Никитич создал систему медицинских показаний, в соответствии с которой решался вопрос — может ли ребёнок быть отдан в семью или ему необходимо оставаться в стенах Воспитательного дома. Создание этой системы имело огромное значение. Благодаря чёткости работы «деревенской экспедиции» уже к 1828 году удалось довести численность детей в Воспитательном доме до 22 206 человек, большинство которых воспитывалось в семьях.
В 1834 году Медико-хирургическая академия присудила Никитину степень доктора медицины по совокупности научных трудов, а несколькими годами позже статскому советнику А. Н. Никитину было пожаловано потомственное дворянство. В 1848 году он был избран почётным членом Московского университета.
После упразднения в 1854 году «деревенской экспедиции» в связи с передачей этих функций другому ведомству, Никитин оказался за штатом. Опекунский Совет учреждений императрицы Марии Фёдоровны в феврале следующего года особым Всеподданнейшим докладом испросил разрешение оставить его на службе с прежним содержанием и вскоре, в знак заслуг Александра Никитича, Высочайшим повелением он был определён в Воспитательный дом «для исполнения особых поручений». Позже, почетный опекун М. К. Цеймерн вспоминал: 

«Пользуясь его познаниями, деятельностью и всегдашнею готовностью ко всякому служебному занятию, начальство Воспитательного дома возлагало на него множество поручений, в особенности таких, для которых наиболее требовалось добросовестности».
Помимо прочего, в сентябре 1832 года А. H. Никитин оказался одним из учредителей Общества Русских Врачей в Петербурге и первым его секретарём. Эти обязанности он исполнял почти до самой своей смерти.
Скоропостижно скончался 22 июня (4 июля) 1858 года от апоплексического удара. Был похоронен на Волковском православном кладбище в Санкт-Петербурге. Сведения о сохранности его могилы отсутствуют.
Сведений о семье А. Н. Никитина обнаружить не удалось. Известно лишь, что один из внуков Александра Никитича, имя которого не установлено, учился в Пажеском корпусе.

## Награды
- Орден Святой Анны 2-й степени;
- Орден Святого Владимира 3-й степени;
- Орден Святого Станислава 2-й степени;

## Адреса в Петербурге
После окончания Медико-хирургической академии и на протяжении всей жизни А. Н. Никитин проживал в квартире доходного дома Таля на Гороховой ул. (д. 17 или 19).